# Specie di Nemesiidae
Di seguito sono descritte tutte le 364 specie della famiglia di ragni Nemesiidae note a giugno 2013.

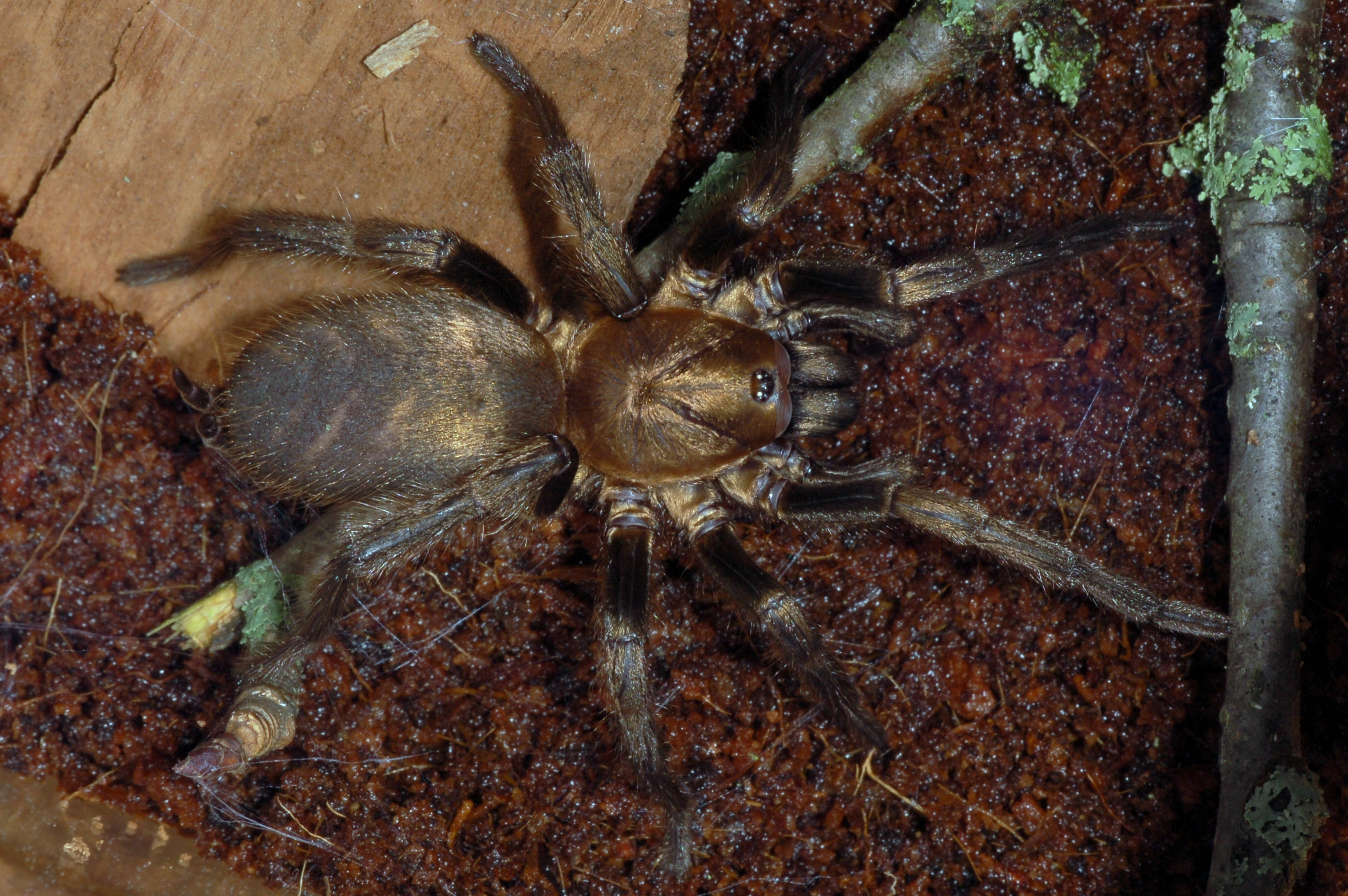
Acanthogonatus francki

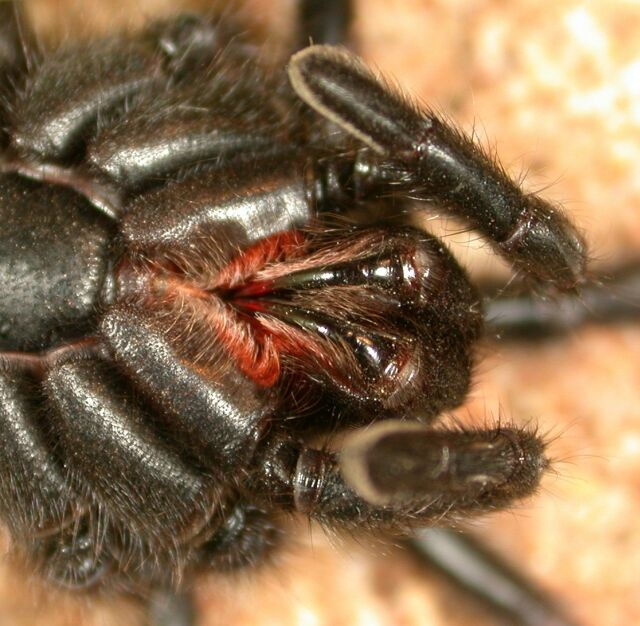
Aname atra, cheliceri

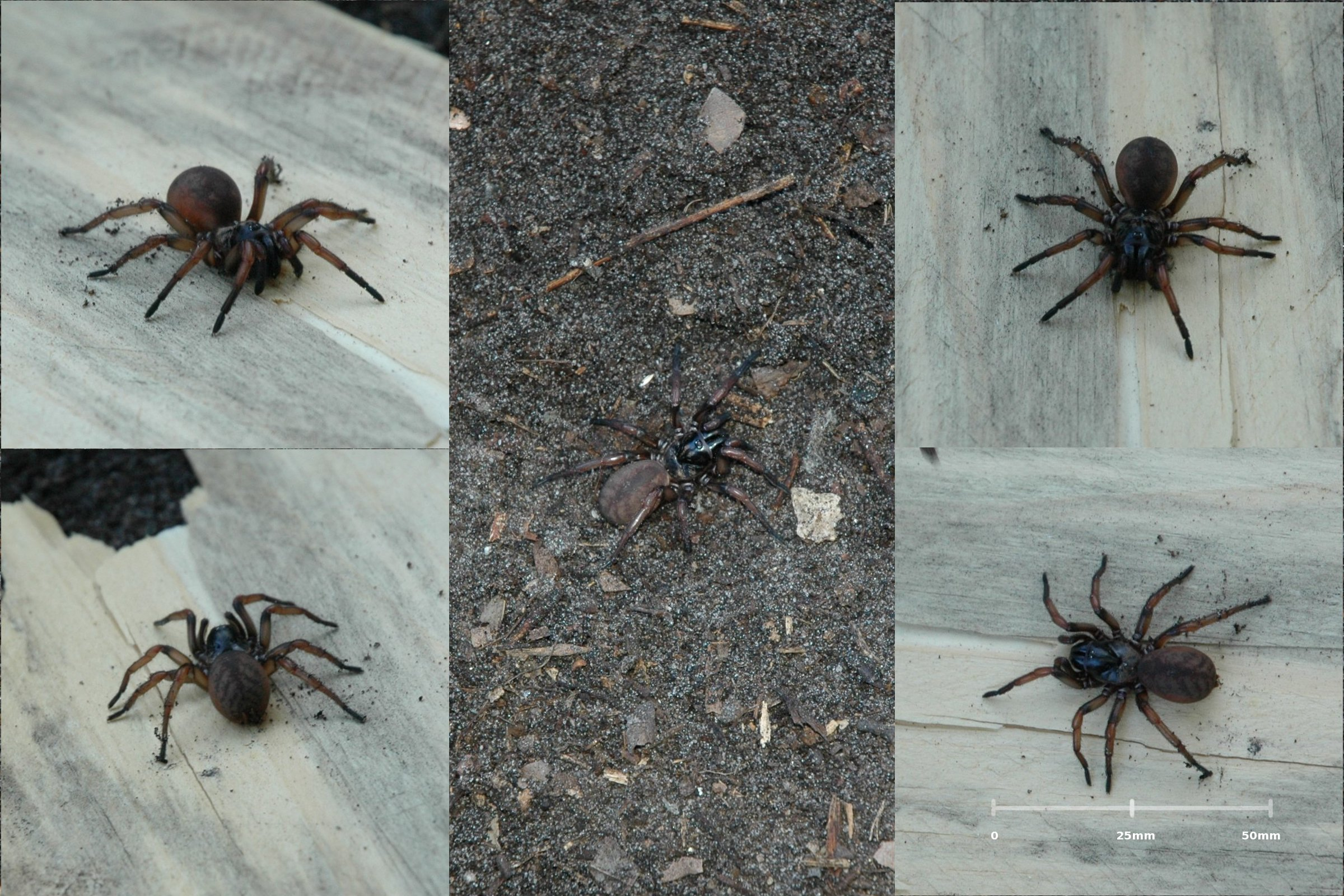
Aname atra, porta-trappola mimetizzata, composizione

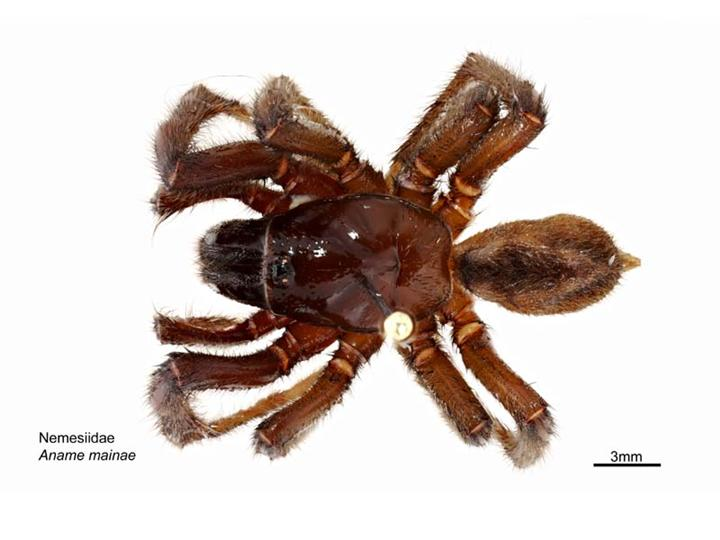
Aname mainae

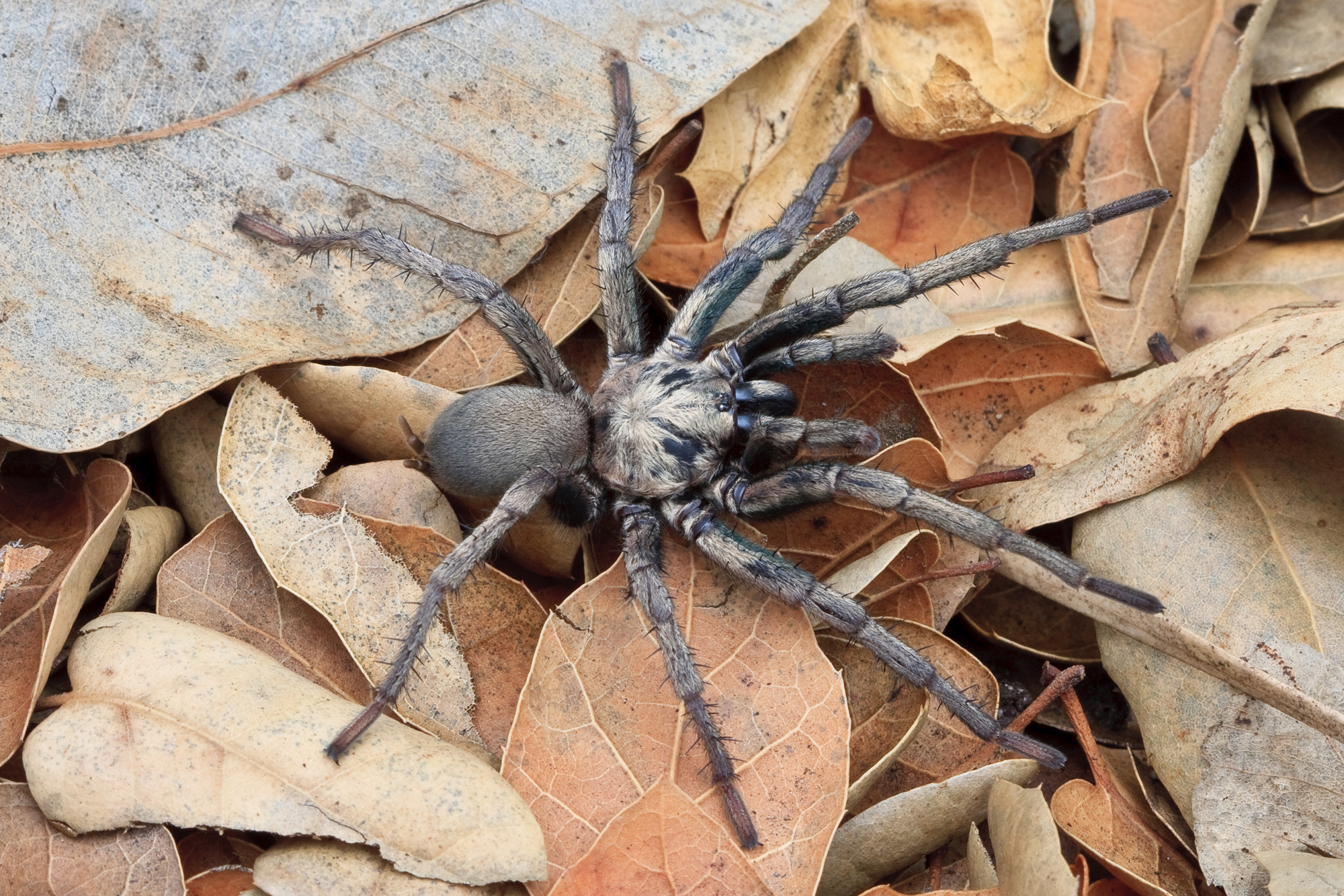
Brachythele longitarsis, maschio adulto

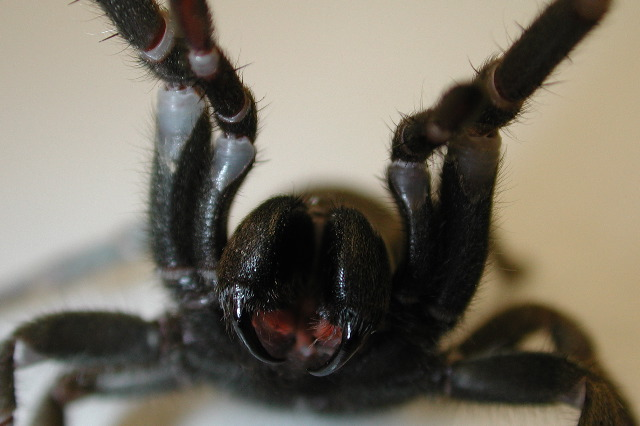
Calisoga sp., vista frontale

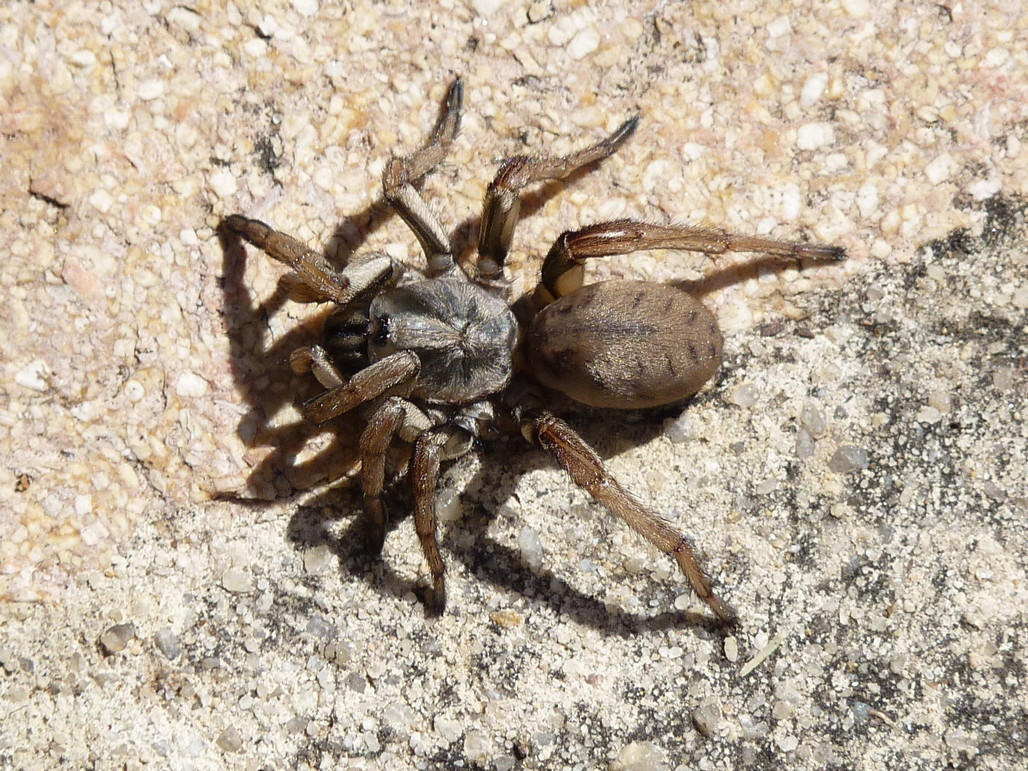
Nemesia sp.

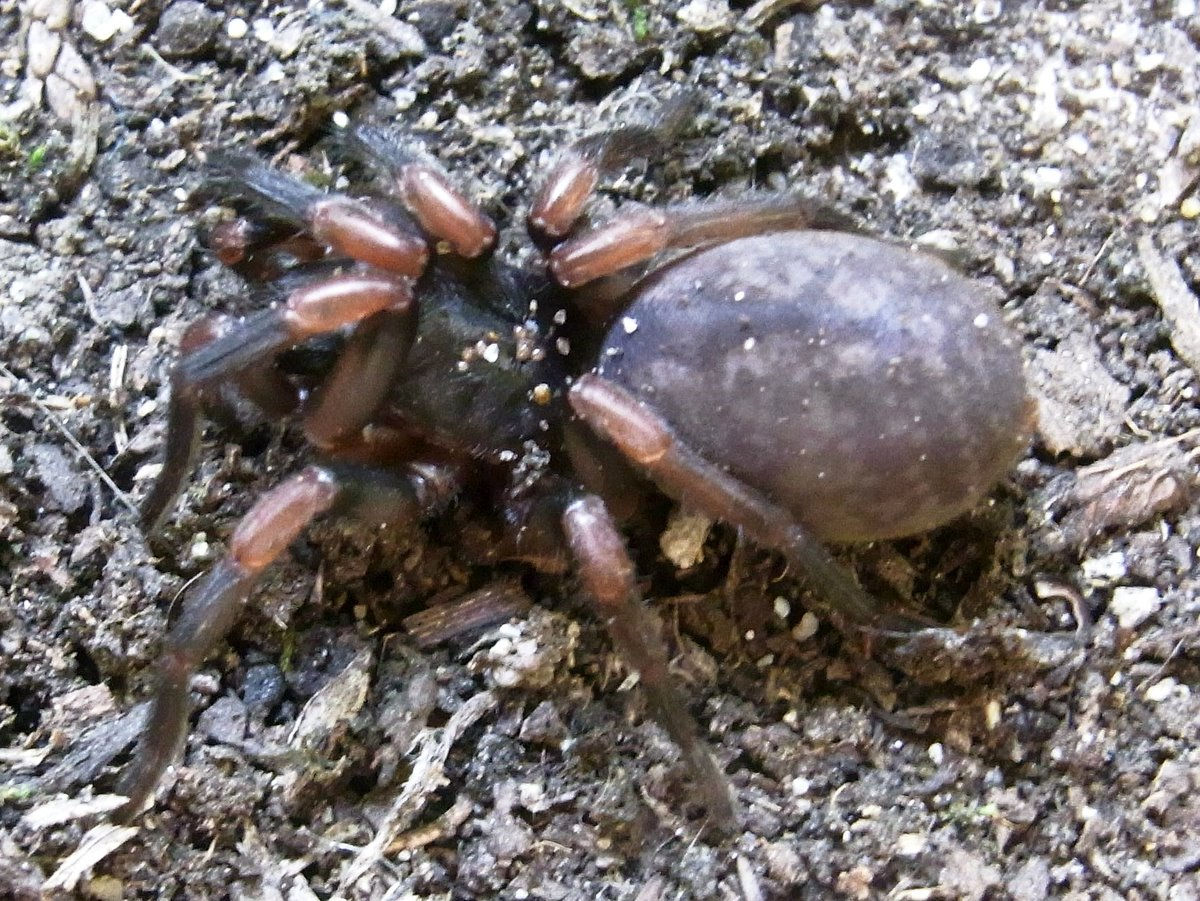
Stanwellia hoggi, femmina juvenile

## Acanthogonatus
Acanthogonatus Karsch, 1880
- Acanthogonatus alegre Goloboff, 1995 — Cile
- Acanthogonatus birabeni Goloboff, 1995 — Argentina
- Acanthogonatus brunneus (Nicolet, 1849) — Cile
- Acanthogonatus campanae (Legendre & Calderón, 1984) — Cile
- Acanthogonatus centralis Goloboff, 1995 — Argentina
- Acanthogonatus chilechico Goloboff, 1995 — Cile
- Acanthogonatus confusus Goloboff, 1995 — Cile, Argentina
- Acanthogonatus ericae Indicatti et al., 2008 — Brasile
- Acanthogonatus francki Karsch, 1880 — Cile
- Acanthogonatus fuegianus (Simon, 1902) — Cile, Argentina
- Acanthogonatus hualpen Goloboff, 1995 — Cile
- Acanthogonatus huaquen Goloboff, 1995 — Cile
- Acanthogonatus incursus (Chamberlin, 1916) — Perù
- Acanthogonatus juncal Goloboff, 1995 — Cile
- Acanthogonatus mulchen Goloboff, 1995 — Cile
- Acanthogonatus nahuelbuta Goloboff, 1995 — Cile
- Acanthogonatus notatus (Mello-Leitão, 1940) — Argentina
- Acanthogonatus parana Goloboff, 1995 — Argentina
- Acanthogonatus patagallina Goloboff, 1995 — Cile
- Acanthogonatus patagonicus (Simon, 1905) — Cile, Argentina
- Acanthogonatus peniasco Goloboff, 1995 — Cile
- Acanthogonatus pissii (Simon, 1889) — Cile
- Acanthogonatus quilocura Goloboff, 1995 — Cile
- Acanthogonatus recinto Goloboff, 1995 — Cile
- Acanthogonatus subcalpeianus (Nicolet, 1849) — Cile
- Acanthogonatus tacuariensis (Pérez-Miles & Capocasale, 1982) — Brasile, Uruguay
- Acanthogonatus tolhuaca Goloboff, 1995 — Cile
- Acanthogonatus vilches Goloboff, 1995 — Cile

## Aname
Aname L. Koch, 1873
- Aname aragog Harvey et al., 2012 — Australia occidentale
- Aname armigera Rainbow & Pulleine, 1918 — Australia occidentale
- Aname atra (Strand, 1913) — Australia meridionale
- Aname aurea Rainbow & Pulleine, 1918 — Nuovo Galles del Sud
- Aname barrema Raven, 1985 — Queensland
- Aname blackdownensis Raven, 1985 — Queensland
- Aname camara Raven, 1985 — Queensland
- Aname carina Raven, 1985 — Queensland
- Aname coenosa Rainbow & Pulleine, 1918 — Australia meridionale
- Aname collinsorum Raven, 1985 — Queensland
- Aname comosa Rainbow & Pulleine, 1918 — Australia meridionale
- Aname cuspidata (Main, 1954) — Australia occidentale
- Aname distincta (Rainbow, 1914) — Queensland
- Aname diversicolor (Hogg, 1902) — Queensland
- Aname earthwatchorum Raven, 1984 — Queensland
- Aname ellenae Harvey et al., 2012 — Australia occidentale
- Aname fuscocincta Rainbow & Pulleine, 1918 — Australia occidentale
- Aname grandis Rainbow & Pulleine, 1918 — Australia meridionale
- Aname hirsuta Rainbow & Pulleine, 1918 — Australia meridionale
- Aname humptydoo Raven, 1985 — Territorio del Nord (Australia)
- Aname inimica Raven, 1985 — Queensland, Nuovo Galles del Sud
- Aname kirrama Raven, 1984 — Queensland
- Aname longitheca Raven, 1985 — Queensland
- Aname maculata (Rainbow & Pulleine, 1918) — Australia occidentale
- Aname mainae Raven, 2000 — Australia meridionale
- Aname marae Harvey et al., 2012 — Australia occidentale
- Aname mellosa Harvey et al., 2012 — Australia occidentale
- Aname pallida L. Koch, 1873 — Queensland
- Aname platypus (L. Koch, 1875) — Australia
- Aname robertsorum Raven, 1985 — Queensland
- Aname tasmanica Hogg, 1902 — Tasmania
- Aname tepperi (Hogg, 1902) — Australia meridionale
- Aname tigrina Raven, 1985 — Queensland
- Aname tropica Raven, 1984 — Queensland
- Aname turrigera Main, 1994 — Australia occidentale, Australia meridionale
- Aname villosa (Rainbow & Pulleine, 1918) — Australia occidentale
- Aname warialda Raven, 1985 — Queensland, Nuovo Galles del Sud

## Atmetochilus
Atmetochilus Simon, 1887
- Atmetochilus atriceps Pocock, 1900 — Myanmar
- Atmetochilus fossor Simon, 1887 — Myanmar

## Brachythele
Brachythele Ausserer, 1871
- Brachythele anomala Schenkel, 1950 — USA
- Brachythele bentzieni Zonstein, 2007 — Grecia
- Brachythele denieri (Simon, 1916) — Grecia, Bulgaria
- Brachythele icterica (C. L. Koch, 1838) — Italia, Croazia, Macedonia
- Brachythele incerta Ausserer, 1871 — Cipro
- Brachythele langourovi Lazarov, 2005 — Bulgaria
- Brachythele longitarsis Simon, 1891 — USA
- Brachythele media Kulczynski, 1897 — Slovenia, Croazia
- Brachythele speculatrix Kulczynski, 1897 — Penisola balcanica
- Brachythele varrialei (Dalmas, 1920) — Europa orientale

## Calisoga
Calisoga Chamberlin, 1937
- Calisoga centronetha (Chamberlin & Ivie, 1939) — USA
- Calisoga sacra Chamberlin, 1937 — USA
- Calisoga theveneti (Simon, 1891) — USA

## Chaco
Chaco Tullgren, 1905
- Chaco melloleitaoi (Bücherl, Timotheo & Lucas, 1971) — Brasile
- Chaco obscura Tullgren, 1905 — Argentina
- Chaco patagonica Goloboff, 1995 — Argentina
- Chaco sanjuanina Goloboff, 1995 — Argentina
- Chaco socos Goloboff, 1995 — Cile
- Chaco tecka Goloboff, 1995 — Argentina
- Chaco tigre Goloboff, 1995 — Cile
- Chaco tucumana Goloboff, 1995 — Argentina

## Chenistonia
Chenistonia Hogg, 1901
- Chenistonia caeruleomontana (Raven, 1984) — Nuovo Galles del Sud
- Chenistonia hickmani (Raven, 1984) — Nuovo Galles del Sud
- Chenistonia maculata Hogg, 1901 — Victoria
- Chenistonia montana (Raven, 1984) — Nuovo Galles del Sud
- Chenistonia trevallynia Hickman, 1926 — Tasmania

## Chilelopsis
Chilelopsis Goloboff, 1995
- Chilelopsis calderoni Goloboff, 1995 — Cile
- Chilelopsis puertoviejo Goloboff, 1995 — Cile
- Chilelopsis serena Goloboff, 1995 — Cile

## Damarchus
Damarchus Thorell, 1891
- Damarchus assamensis Hirst, 1909 — India
- Damarchus bifidus Gravely, 1935 — India
- Damarchus cavernicola Abraham, 1924 — Malaysia
- Damarchus excavatus Gravely, 1921 — India
- Damarchus montanus (Thorell, 1890) — Sumatra
- Damarchus oatesi Thorell, 1895 — Myanmar
- Damarchus workmani Thorell, 1891 — Singapore

## Diplothelopsis
Diplothelopsis Tullgren, 1905
- Diplothelopsis bonariensis Mello-Leitão, 1938 — Argentina
- Diplothelopsis ornata Tullgren, 1905 — Argentina

## Entypesa
Entypesa Simon, 1902
- Entypesa annulipes (Strand, 1907) — Madagascar
- Entypesa nebulosa Simon, 1902 — Madagascar
- Entypesa schoutedeni Benoit, 1965 — Sudafrica

## Flamencopsis
Flamencopsis Goloboff, 1995
- Flamencopsis minima Goloboff, 1995 — Cile

## Hermacha
Hermacha Simon, 1889
- Hermacha anomala (Bertkau, 1880) — Brasile
- Hermacha bicolor (Pocock, 1897) — Sudafrica
- Hermacha brevicauda Purcell, 1903 — Sudafrica
- Hermacha capensis (Ausserer, 1871) — Sudafrica
- Hermacha caudata Simon, 1889 — Mozambico
- Hermacha conspersa Mello-Leitão, 1941 — Colombia
- Hermacha crudeni Hewitt, 1913 — Sudafrica
- Hermacha curvipes Purcell, 1902 — Sudafrica
- Hermacha evanescens Purcell, 1903 — Sudafrica
- Hermacha fossor (Bertkau, 1880) — Brasile
- Hermacha fulva Tucker, 1917 — Sudafrica
- Hermacha grahami (Hewitt, 1915) — Sudafrica
- Hermacha iricolor Mello-Leitão, 1923 — Brasile
- Hermacha itatiayae Mello-Leitão, 1923 — Brasile
- Hermacha lanata Purcell, 1902 — Sudafrica
- Hermacha mazoena Hewitt, 1915 — Sudafrica
- Hermacha nigra Tucker, 1917 — Sudafrica
- Hermacha nigrispinosa Tucker, 1917 — Sudafrica
- Hermacha nigromarginata Strand, 1907 — Sudafrica
- Hermacha purcelli (Simon, 1903) — Sudafrica
- Hermacha sericea Purcell, 1902 — Sudafrica
- Hermacha tuckeri Raven, 1985 — Sudafrica

## Hermachura
Hermachura Mello-Leitão, 1923
- Hermachura leuderwaldti Mello-Leitão, 1923 — Brasile

## Iberesia
Iberesia Decae & Cardoso, 2006
- Iberesia brauni (L. Koch, 1882) — Majorca
- Iberesia castillana (Frade & Bacelar, 1931) — Spagna
- Iberesia machadoi Decae & Cardoso, 2006 — Portogallo

## Ixamatus
Ixamatus Simon, 1887
- Ixamatus barina Raven, 1982 — Queensland
- Ixamatus broomi Hogg, 1901 — Queensland, Nuovo Galles del Sud
- Ixamatus caldera Raven, 1982 — Queensland, Nuovo Galles del Sud
- Ixamatus candidus Raven, 1982 — Queensland, Nuovo Galles del Sud
- Ixamatus fischeri Raven, 1982 — Nuovo Galles del Sud
- Ixamatus lornensis Raven, 1985 — Nuovo Galles del Sud
- Ixamatus musgravei Raven, 1982 — Nuovo Galles del Sud
- Ixamatus rozefeldsi Raven, 1985 — Queensland
- Ixamatus varius (L. Koch, 1873) — Queensland
- Ixamatus webbae Raven, 1982 — Queensland, Nuovo Galles del Sud

## Kiama
Kiama Main & Mascord, 1969
- Kiama lachrymoides Main & Mascord, 1969 — Nuovo Galles del Sud

## Kwonkan
Kwonkan Main, 1983
- Kwonkan anatolion Main, 1983 — Australia meridionale
- Kwonkan eboracum Main, 1983 — Australia occidentale
- Kwonkan goongarriensis Main, 1983 — Australia occidentale
- Kwonkan moriartii Main, 1983 — Australia occidentale
- Kwonkan silvestris Main, 1983 — Australia occidentale
- Kwonkan wonganensis (Main, 1977) — Australia occidentale

## Lepthercus
Lepthercus Purcell, 1902
- Lepthercus dregei Purcell, 1902 — Sudafrica
- Lepthercus rattrayi Hewitt, 1917 — Sudafrica

## Longistylus
Longistylus Indicatti & Lucas, 2005
- Longistylus ygapema Indicatti & Lucas, 2005 — Brasile

## Lycinus
Lycinus Thorell, 1894
- Lycinus caldera Goloboff, 1995 — Cile
- Lycinus choros Lucas & Indicatti, 2010 — Cile
- Lycinus domeyko Goloboff, 1995 — Cile
- Lycinus epipiptus (Zapfe, 1963) — Cile
- Lycinus frayjorge Goloboff, 1995 — Cile
- Lycinus gajardoi (Mello-Leitão, 1940) — Cile
- Lycinus longipes Thorell, 1894 — Argentina
- Lycinus portoseguro Lucas & Indicatti, 2010 — Brasile
- Lycinus quilicura Goloboff, 1995 — Cile
- Lycinus tofo Goloboff, 1995 — Cile

## Merredinia
Merredinia Main, 1983
- Merredinia damsonoides Main, 1983 — Australia occidentale

## Mexentypesa
Mexentypesa Raven, 1987
- Mexentypesa chiapas Raven, 1987 — Messico

## Namea
Namea Raven, 1984
- Namea brisbanensis Raven, 1984 — Queensland
- Namea bunya Raven, 1984 — Queensland
- Namea calcaria Raven, 1984 — Queensland
- Namea callemonda Raven, 1984 — Queensland
- Namea capricornia Raven, 1984 — Queensland
- Namea cucurbita Raven, 1984 — Queensland
- Namea dahmsi Raven, 1984 — Queensland
- Namea dicalcaria Raven, 1984 — Nuovo Galles del Sud
- Namea excavans Raven, 1984 — Queensland
- Namea flavomaculata (Rainbow & Pulleine, 1918) — Queensland
- Namea jimna Raven, 1984 — Queensland
- Namea nebulosa Raven, 1984 — Queensland
- Namea olympus Raven, 1984 — Queensland
- Namea salanitri Raven, 1984 — Queensland, Nuovo Galles del Sud
- Namea saundersi Raven, 1984 — Queensland

## Nemesia
Nemesia Audouin, 1826
- Nemesia africana (C. L. Koch, 1838) — Algeria
- Nemesia albicomis Simon, 1914 — Corsica
- Nemesia angustata Simon, 1873 — Spagna
- Nemesia arboricola Pocock, 1903 — Malta
- Nemesia arenicola Simon, 1902 — Corsica
- Nemesia athiasi Franganillo, 1920 — Portogallo
- Nemesia bacelarae Decae, Cardoso & Selden, 2007 — Portogallo
- Nemesia barbara (Lucas, 1846) — Algeria
- Nemesia berlandi Frade & Bacelar, 1931 — Portogallo
- Nemesia bristowei Decae, 2005 — Majorca
- Nemesia caementaria (Latreille, 1799) — Europa meridionale
- Nemesia caranhaci Decae, 1995 — Creta
- Nemesia carminans (Latreille, 1818) — Francia
- Nemesia cavicola (Simon, 1889) — Marocco, Algeria
- Nemesia cecconii Kulczynski, 1907 — Italia
- Nemesia cellicola Audouin, 1826 — Mediterraneo
- Nemesia congener O. P.-Cambridge, 1874 — Francia
- Nemesia corsica Simon, 1914 — Corsica
- Nemesia crassimana Simon, 1873 — Spagna
- Nemesia cubana (Franganillo, 1930) — Cuba
- Nemesia daedali Decae, 1995 — Creta
- Nemesia didieri Simon, 1892 — Algeria
- Nemesia dorthesi Thorell, 1875 — Spagna, Marocco
- Nemesia dubia O. P.-Cambridge, 1874 — Spagna, Francia
- Nemesia dubia (Karsch, 1878) — Mozambico
- Nemesia eleanora O. P.-Cambridge, 1873 — Francia
- Nemesia elongata (Simon, 1873) — Marocco, Algeria
- Nemesia fagei Frade & Bacelar, 1931 — Portogallo
- Nemesia fertoni Simon, 1914 — Corsica, Sardegna
  - Nemesia fertoni sardinea Simon, 1914 — Sardegna
- Nemesia hispanica L. Koch, 1871 — Spagna
- Nemesia ibiza Decae, 2005 — Ibiza (Isole Baleari)
- Nemesia ilvae Caporiacco, 1950 — Italia
- Nemesia incerta O. P.-Cambridge, 1874 — Francia
- Nemesia kahmanni Kraus, 1955 — Sardegna
- Nemesia macrocephala Ausserer, 1871 — Sicilia, Malta
  - Nemesia macrocephala occidentalis Frade & Bacelar, 1931 — Spagna
- Nemesia maculatipes Ausserer, 1871 — Corsica, Sardegna, Marocco
- Nemesia manderstjernae L. Koch, 1871 — Francia
- Nemesia meridionalis (O. G. Costa, 1835) — Spagna, Francia, Italia
- Nemesia pannonica Herman, 1879 — Europa orientale
  - Nemesia pannonica budensis Kolosváry, 1939 — Ungheria
  - Nemesia pannonica coheni Fuhn & Polenec, 1967 — Romania, Bulgaria
- Nemesia pavani Dresco, 1978 — Italia
- Nemesia randa Decae, 2005 — Majorca
- Nemesia raripila Simon, 1914 — Spagna, Francia
- Nemesia rastellata Wunderlich, 2011 — Grecia (isola di Karpathos)
- Nemesia santeugenia Decae, 2005 — Majorca
- Nemesia santeulalia Decae, 2005 — Ibiza
- Nemesia sanzoi Fage, 1917 — Sicilia
- Nemesia seldeni Decae, 2005 — Majorca
- Nemesia simoni O. P.-Cambridge, 1874 — Portogallo, Spagna, Francia
- Nemesia sinensis Pocock, 1901 — Cina
- Nemesia transalpina (Doleschall, 1871) — Italia
- Nemesia uncinata Bacelar, 1933 — Portogallo
- Nemesia ungoliant Decae, Cardoso & Selden, 2007 — Portogallo
- Nemesia valenciae Kraus, 1955 — Spagna, Marocco
- Nemesia vittipes Simon, 1911 — Marocco

## Neostothis
Neostothis Vellard, 1925
- Neostothis gigas Vellard, 1925 — Brasile

## Pionothele
Pionothele Purcell, 1902
- Pionothele straminea Purcell, 1902 — Sudafrica

## Prorachias
Prorachias Mello-Leitão, 1924
- Prorachias bristowei Mello-Leitão, 1924 — Brasile

## Psalistopoides
Psalistopoides Mello-Leitão, 1934
- Psalistopoides emanueli Lucas & Indicatti, 2006 — Brasile
- Psalistopoides fulvimanus Mello-Leitão, 1934 — Brasile

## Pselligmus
Pselligmus Simon, 1892
- Pselligmus infaustus Simon, 1892 — Brasile

## Pseudoteyl
Pseudoteyl Main, 1985
- Pseudoteyl vancouveri Main, 1985 — Australia occidentale

## Pycnothele
Pycnothele Chamberlin, 1917
- Pycnothele auronitens (Keyserling, 1891) — Brasile, Uruguay
- Pycnothele modesta (Schiapelli & Gerschman, 1942) — Uruguay, Argentina
- Pycnothele perdita Chamberlin, 1917 — Brasile
- Pycnothele piracicabensis (Piza, 1938) — Brasile
- Pycnothele singularis (Mello-Leitão, 1934) — Brasile

## Rachias
Rachias Simon, 1892
- Rachias aureus (Mello-Leitão, 1920) — Brasile
- Rachias brachythelus (Mello-Leitão, 1937) — Brasile
- Rachias caudatus (Piza, 1939) — Brasile
- Rachias conspersus (Walckenaer, 1837) — Brasile
- Rachias dispar (Simon, 1891) — Brasile
- Rachias dolichosternus (Mello-Leitão, 1938) — Brasile
- Rachias odontochilus Mello-Leitão, 1923 — Brasile
- Rachias timbo Goloboff, 1995 — Argentina
- Rachias virgatus Vellard, 1924 — Brasile

## Raveniola
Raveniola Zonstein, 1987
- Raveniola arthuri Kunt & Yangmur, 2010 — Turchia
- Raveniola caudata Zonstein, 2009 — Tagikistan
- Raveniola concolor Zonstein, 2000 — Himalaya
- Raveniola fedotovi (Charitonov, 1946) — Asia centrale
- Raveniola ferghanensis (Zonstein, 1984) — Asia centrale
- Raveniola guangxi (Raven & Schwendinger, 1995) — Cina
- Raveniola hebeinica Zhu, Zhang & Zhang, 1999 — Cina
- Raveniola hyrcanica Dunin, 1988 — Azerbaigian
- Raveniola kopetdaghensis (Fet, 1984) — Turkmenistan
- Raveniola micropa (Ausserer, 1871) — Turchia
- Raveniola montana Zonstein & Marusik, 2012 — Cina
- Raveniola niedermeyeri (Brignoli, 1972) — Iran
- Raveniola pontica (Spassky, 1937) — Russia, Asia centrale
- Raveniola recki (Mcheidze, 1983) — Georgia
- Raveniola redikorzevi (Spassky, 1937) — Turkmenistan
- Raveniola shangrila Zonstein & Marusik, 2012 — Cina
- Raveniola songi Zonstein & Marusik, 2012 — Cina
- Raveniola virgata (Simon, 1891) — Asia centrale
- Raveniola vonwicki Zonstein, 2000 — Iran
- Raveniola xizangensis (Hu & Li, 1987) — Tibet
- Raveniola yunnanensis Zonstein & Marusik, 2012 — Cina
- Raveniola zaitzevi (Charitonov, 1948) — Asia centrale

## Sinopesa
Sinopesa Raven & Schwendinger, 1995
- Sinopesa chengbuensis (Xu & Yin, 2002) — Cina
- Sinopesa chinensis (Kulczinski, 1901) — Cina
- Sinopesa kumensis Shimojana & Haupt, 2000 — Isole Ryukyu
- Sinopesa maculata Raven & Schwendinger, 1995 — Thailandia
- Sinopesa sinensis (Zhu & Mao, 1983) — Cina

## Spiroctenus
Spiroctenus Simon, 1889
- Spiroctenus armatus Hewitt, 1913 — Sudafrica
- Spiroctenus broomi Tucker, 1917 — Sudafrica
- Spiroctenus cambierae (Purcell, 1902) — Sudafrica
- Spiroctenus coeruleus Lawrence, 1952 — Sudafrica
- Spiroctenus collinus (Pocock, 1900) — Sudafrica
- Spiroctenus curvipes Hewitt, 1919 — Sudafrica
- Spiroctenus exilis Lawrence, 1938 — Sudafrica
- Spiroctenus flavopunctatus (Purcell, 1903) — Sudafrica
- Spiroctenus fossorius (Pocock, 1900) — Sudafrica
- Spiroctenus fuligineus (Pocock, 1902) — Sudafrica
- Spiroctenus gooldi (Purcell, 1903) — Sudafrica
- Spiroctenus inermis (Purcell, 1903) — Sudafrica
- Spiroctenus latus Purcell, 1904 — Sudafrica
- Spiroctenus lightfooti (Purcell, 1902) — Sudafrica
- Spiroctenus lignicolus Lawrence, 1937 — Sudafrica
- Spiroctenus londinensis Hewitt, 1919 — Sudafrica
- Spiroctenus lusitanus Franganillo, 1920 — Portogallo
- Spiroctenus marleyi Hewitt, 1919 — Sudafrica
- Spiroctenus minor (Hewitt, 1913) — Sudafrica
- Spiroctenus pallidipes Purcell, 1904 — Sudafrica
- Spiroctenus pardalina (Simon, 1903) — Sudafrica
- Spiroctenus pectiniger (Simon, 1903) — Sudafrica
- Spiroctenus personatus Simon, 1888 — Africa meridionale
- Spiroctenus pilosus Tucker, 1917 — Sudafrica
- Spiroctenus punctatus Hewitt, 1916 — Sudafrica
- Spiroctenus purcelli Tucker, 1917 — Sudafrica
- Spiroctenus sagittarius (Purcell, 1902) — Sudafrica
- Spiroctenus schreineri (Purcell, 1903) — Sudafrica
- Spiroctenus spinipalpis Hewitt, 1919 — Sudafrica
- Spiroctenus tricalcaratus (Purcell, 1903) — Sudafrica
- Spiroctenus validus (Purcell, 1902) — Sudafrica

## Stanwellia
Stanwellia Rainbow & Pulleine, 1918
- Stanwellia bipectinata (Todd, 1945) — Nuova Zelanda
- Stanwellia grisea (Hogg, 1901) — Victoria
- Stanwellia hapua (Forster, 1968) — Nuova Zelanda
- Stanwellia hoggi (Rainbow, 1914) — Nuovo Galles del Sud
- Stanwellia hollowayi (Forster, 1968) — Nuova Zelanda
- Stanwellia houhora (Forster, 1968) — Nuova Zelanda
- Stanwellia inornata Main, 1972 — Victoria
- Stanwellia kaituna (Forster, 1968) — Nuova Zelanda
- Stanwellia media (Forster, 1968) — Nuova Zelanda
- Stanwellia minor (Kulczynski, 1908) — Nuovo Galles del Sud
- Stanwellia nebulosa (Rainbow & Pulleine, 1918) — Australia meridionale
- Stanwellia occidentalis Main, 1972 — Australia meridionale
- Stanwellia pexa (Hickman, 1930) — Tasmania
- Stanwellia puna (Forster, 1968) — Nuova Zelanda
- Stanwellia regia (Forster, 1968) — Nuova Zelanda
- Stanwellia taranga (Forster, 1968) — Nuova Zelanda
- Stanwellia tuna (Forster, 1968) — Nuova Zelanda

## Stenoterommata
Stenoterommata Holmberg, 1881
- Stenoterommata arnolisei Indicatti et al., 2008 — Brasile
- Stenoterommata crassistyla Goloboff, 1995 — Uruguay, Argentina
- Stenoterommata curiy Indicatti et al., 2008 — Brasile
- Stenoterommata grimpa Indicatti et al., 2008 — Brasile
- Stenoterommata iguazu Goloboff, 1995 — Argentina
- Stenoterommata leporina (Simon, 1891) — Brasile
- Stenoterommata maculata (Bertkau, 1880) — Brasile
- Stenoterommata melloleitaoi Guadanucci & Indicatti, 2004 — Brasile
- Stenoterommata palmar Goloboff, 1995 — Brasile, Argentina
- Stenoterommata platensis Holmberg, 1881 — Argentina
- Stenoterommata quena Goloboff, 1995 — Argentina
- Stenoterommata tenuistyla Goloboff, 1995 — Argentina
- Stenoterommata uruguai Goloboff, 1995 — Argentina

## Swolnpes
Swolnpes Main & Framenau, 2009
- Swolnpes darwini Main & Framenau, 2009 — Australia occidentale
- Swolnpes morganensis Main & Framenau, 2009 — Australia occidentale

## Teyl
Teyl Main, 1975
- Teyl harveyi Main, 2004 — Victoria
- Teyl luculentus Main, 1975 — Australia occidentale
- Teyl walkeri Main, 2004 — Victoria
- Teyl yeni Main, 2004 — Victoria

## Teyloides
Teyloides Main, 1985
- Teyloides bakeri Main, 1985 — Australia meridionale

## Xamiatus
Xamiatus Raven, 1981
- Xamiatus bulburin Raven, 1981 — Queensland
- Xamiatus ilara Raven, 1982 — Queensland
- Xamiatus kia Raven, 1981 — Nuovo Galles del Sud
- Xamiatus magnificus Raven, 1981 — Queensland
- Xamiatus rubrifrons Raven, 1981 — Queensland

## Yilgarnia
Yilgarnia Main, 1986
- Yilgarnia currycomboides Main, 1986 — Australia occidentale
- Yilgarnia linnaei Main, 2008 — Australia occidentale